# Bröderna Lejonhjärta (teater)
Bröderna Lejonhjärta är en teaterpjäs baserad på Astrid Lindgrens bok Bröderna Lejonhjärta från 1973. Urpremiären var på Östgötateatern, Norrköping 1984 i manus och regi av Mats Huden, koreografi Marie Lalander. Därefter spelades den på Göta Lejon åren 1987–1989.

## Uppsättningar
- Östgötateatern, Norrköping urpremiär (1984-1985)
- Göta Lejon, Stockholm (1987–1989)
- Värmlandsteatern, Karlstad (1999, 2007–2008)
- Länsteatern, Gotland (2003)
- Teatersmedjan, Karlshamn (2004)
- GöteborgsOperan (2007)
- Stockholms stadsteater (2009–2010)
- Lerbäcks teater (2010)